# اریک واینستاین
اریک واینستاین (انگلیسی: Eric Weinstein؛ زادهٔ اکتبر ۱۹۶۵) اقتصاددان، نویسنده، و مدیر تیل کپیتال شرکت سرمایه‌گذاری پیتر تیل است.
واینستاین در لس آنجلس کالیفرنیا متولد شده‌است. خانواده او از یهودیان آمریکا هستند.
او لیسانس و فوق لیسانس ریاضی را از دانشگاه پنسیلوانیا و پی‌اچ‌دی فیزیک ریاضیاتی را از دانشکده ریاضی دانشگاه هاروارد در ۱۹۹۲ دریافت کرد.